# Pfanner
Pfanner este o companie producătoare de sucuri naturale din Austria.
Compania a fost înființată în urmă cu 150 de ani în Austria, și este o afacere de familie.
Grupul deține 3 unități de producție în Austria și în Germania, și este prezent prin vânzări în 70 de țări.